# Oryzaephilus acuminatus
Oryzaephilus acuminatus är en skalbaggsart som beskrevs av Halstead 1980. Oryzaephilus acuminatus ingår i släktet Oryzaephilus och familjen smalplattbaggar. Inga underarter finns listade i Catalogue of Life.